# Lydia Clarke
Lydia Marie Clarke Heston (Two Rivers, 14 de abril de 1923-Santa Mónica, 3 de septiembre de 2018) fue una actriz y fotógrafa estadounidense.

## Biografía
Clarke nació en Two Rivers, Wisconsin.[cita requerida] Asistió a la escuela secundaria en Lexington, Kentucky y se graduó de la Universidad Northwestern.
Un comentario de Carl Sandburg después de verla actuar en el Asheville Little Theatre la llevó a cambiar sus planes de carrera de ejercer la abogacía por actuar.
En Broadway, Clarke interpretó a Mary McLeod en Detective Story (1949). Apareció en Studio One en televisión. Su debut cinematográfico se produjo en The Greatest Show on Earth (1952).
Clarke tomó fotografías «en todo el mundo, grabando todo, desde los refugiados afganos en el paso de Khyber hasta los fellahin en sus aldeas del Nilo». Time y Fortune fueron algunas de las revistas que publicaron su trabajo. También expuso sus fotografías en museos y galerías y publicó su trabajo en dos libros.
Se casó con el actor Charlton Heston el 17 de marzo de 1944, en Grace Methodist Church en Greensboro, Carolina del Norte, y su matrimonio duró 64 años hasta su muerte el 5 de abril de 2008. Tuvieron dos hijos: Fraser Clarke Heston y Holly Heston Rochell. Clarke y Heston fueron codirectores y actuaron en el Thomas Wolfe Memorial Theatre en Asheville, Carolina del Norte.
Clarke murió de complicaciones debido a neumonía el 3 de septiembre de 2018, en el UCLA Medical Center, en Santa Mónica, California, a la edad de 95 años. Fue una sobreviviente de cáncer de mama y se había sometido a una mastectomía.

## Filmografía

### Película
| Año               | Título                                 | Papel          | Notas                   |
| ----------------- | -------------------------------------- | -------------- | ----------------------- |
| 1952              | El espectáculo más grande de la Tierra | Chica de circo | Sin acreditar           |
| La Ciudad Atómica | Martha Addison                         |                |                         |
| 1952              | Malos el uno para el otro              | Rita Thornburg |                         |
| 1968              | Will Penny                             | Sra. Fraker    |                         |
| 1971              | El hombre Omega                        | N / A          | Fotógrafo de fotografía |
| 1982              | Mother Lode                            | N / A          |                         |

### Televisión
| Año       | Título                          | Papel             | Notas              |
| --------- | ------------------------------- | ----------------- | ------------------ |
| 1950-1952 | Studio One                      | Varios personajes | 2 episodios        |
| 1953      | The Philco Television Playhouse | N / A             | Episodio: "Elegía" |